# Elitserien i innebandy för damer 2004/2005
Elitserien i innebandy för damer 2004/2005 var den högsta serien i innebandy i Sverige för damer för säsongen 2004/2005. Elitserien bestod av två serier, Elit norra och Elit södra, som vardera bestod av 8 lag. De fyra främsta i varje serie gick vidare till Superelit medan de fyra sämsta gick till Allsvenskan. Samtliga lag i Superelit gick tillsammans med två lag i Allsvenskan vidare till slutspel. Superelit vanns av IBF Falun medan Iksu blev svenska mästare efter slutspelet och finalvinst mot Pixbo Wallenstam med 3-2 efter sudden death i finalen i Globen.

## Elit norra
De fyra främsta lagen i varje serie gick vidare till Superelit, medan de övriga gick till Allsvenskan.
Lag 1–4: Superelit.
Lag 5–8: Allsvenskan.
|    | Elit norra           | SM | V  | O | F  | ÖV | GM  | IM  | MS  | P  |
| -- | -------------------- | -- | -- | - | -- | -- | --- | --- | --- | -- |
| 1. | IBF Falun            | 14 | 12 | 1 | 1  | 1  | 101 | 38  | +63 | 38 |
| 2. | Iksu                 | 14 | 7  | 4 | 3  | 2  | 65  | 45  | +20 | 27 |
| 3. | IBK Boden            | 14 | 8  | 2 | 4  | 0  | 66  | 41  | +15 | 26 |
| 4. | Hammarby IF          | 14 | 7  | 3 | 4  | 1  | 56  | 34  | +22 | 25 |
|    |                      |    |    |   |    |    |     |     |     |    |
| 5. | Örnsköldsviks IBK    | 14 | 7  | 3 | 4  | 0  | 63  | 59  | +4  | 24 |
| 6. | Högdalens AIS        | 14 | 3  | 2 | 9  | 1  | 57  | 71  | –14 | 12 |
| 7. | Boliden/Rönnskär IBK | 14 | 3  | 0 | 11 | 0  | 33  | 67  | –34 | 9  |
| 8. | KAIS Mora IF         | 14 | 1  | 1 | 12 | 0  | 36  | 122 | –86 | 4  |

## Elit södra
De fyra främsta lagen i varje serie gick vidare till Superelit, medan de övriga gick till Allsvenskan.
Lag 1–4: Superelit.
Lag 5–8: Allsvenskan.
|    | Elit södra           | SM | V  | O | F  | ÖV | GM | IM | MS  | P  |
| -- | -------------------- | -- | -- | - | -- | -- | -- | -- | --- | -- |
| 1. | Pixbo Wallenstam IBK | 14 | 12 | 1 | 1  | 1  | 65 | 38 | +27 | 38 |
| 2. | Balrog IK            | 14 | 10 | 1 | 3  | 1  | 82 | 47 | +35 | 32 |
| 3. | Karlstad IBF         | 14 | 7  | 4 | 3  | 1  | 71 | 52 | +19 | 26 |
| 4. | Rönnby IBK           | 14 | 7  | 1 | 6  | 1  | 67 | 54 | +13 | 23 |
|    |                      |    |    |   |    |    |    |    |     |    |
| 5. | Endre IF             | 14 | 6  | 1 | 7  | 1  | 70 | 73 | –3  | 20 |
| 6. | IBK Lockerud         | 14 | 6  | 0 | 8  | 0  | 55 | 63 | –8  | 18 |
| 7. | IBC Engelholm        | 14 | 2  | 1 | 11 | 0  | 28 | 74 | –46 | 7  |
| 8. | Södertälje IBK       | 14 | 1  | 1 | 12 | 0  | 48 | 85 | –37 | 4  |

## Allsvenskan
Alla lag hade med sig extrapoäng beroende på lagets placering i Elit södra/norra. Lagen på plats 5 fick 3 extrapoäng, de på plats 6 fick 2 extrapoäng och de på plats 7 fick 1 extrapoäng. Lagen som kom sista i sin Elit-serie fick ingen extrapoäng med sig. De två främsta lagen gick vidare till kvartskval medan de två sista lagen flyttades ner en division.
Lag 1–2: Slutspel (kvartskval).
Lag 7–8: Nedflyttade.
3 extrapoäng: Endre IF & Örnsköldsviks IBK
2 extrapoäng: IBK Lockerud & Högdalens AIS
1 extrapoäng: IBC Engelholm & Boliden/Rönnskär IBK
|    | Allsvenskan          | SM | V | O | F | ÖV | GM | IM | MS  | P  |
| -- | -------------------- | -- | - | - | - | -- | -- | -- | --- | -- |
| 1. | Endre IF             | 7  | 5 | 0 | 2 | 0  | 49 | 35 | +14 | 18 |
| 2. | Högdalens AIS        | 7  | 4 | 2 | 1 | 0  | 44 | 29 | +15 | 16 |
|    |                      |    |   |   |   |    |    |    |     |    |
| 3. | IBK Lockerud         | 7  | 4 | 1 | 2 | 0  | 39 | 30 | +9  | 15 |
| 4. | IBC Engelholm        | 7  | 4 | 1 | 2 | 1  | 23 | 21 | +2  | 15 |
| 5. | Södertälje IBK       | 7  | 4 | 1 | 2 | 1  | 28 | 28 | +0  | 14 |
| 6. | Örnsköldsviks IBK    | 7  | 2 | 1 | 4 | 1  | 28 | 30 | –2  | 11 |
|    |                      |    |   |   |   |    |    |    |     |    |
| 7. | Boliden/Rönnskär IBK | 7  | 1 | 0 | 6 | 0  | 30 | 45 | –15 | 4  |
| 8. | KAIS Mora IF         | 7  | 1 | 0 | 6 | 0  | 24 | 47 | –23 | 3  |

## Superelit
Alla lag hade med sig extrapoäng beroende på lagets placering i Elit södra/norra. Lagen på plats 1 fick 3 extrapoäng, de på plats 2 fick 2 extrapoäng och de på plats 3 fick 1 extrapoäng. Lagen som kom på fjärde plats i sin Elit-serie fick ingen extrapoäng med sig. De sex främsta lagen gick direkt vidare till kvartsfinal medan de två sämsta lagen gick till kvartskval.
Lag 1–6: Slutspel (kvartsfinal).
Lag 7–8: Slutspel (kvartskval).
3 extrapoäng: IBF Falun & Pixbo Wallenstam IBK
2 extrapoäng: Iksu & Balrog B/S IK
1 extrapoäng: IBK Boden & Karlstad IBF
|    | Elitserien           | SM | V | O | ÖV | F | GM | IM | MS  | P  |
| -- | -------------------- | -- | - | - | -- | - | -- | -- | --- | -- |
| 1. | IBF Falun            | 7  | 5 | 2 | 0  | 1 | 31 | 19 | +12 | 21 |
| 2. | Iksu                 | 7  | 4 | 1 | 2  | 1 | 23 | 17 | +6  | 16 |
| 3. | Hammarby IF          | 7  | 4 | 1 | 2  | 0 | 33 | 24 | +9  | 13 |
| 4. | Rönnby IBK           | 7  | 3 | 1 | 3  | 0 | 25 | 28 | –3  | 10 |
| 5. | Balrog B/S IK        | 7  | 2 | 2 | 3  | 0 | 29 | 33 | –4  | 10 |
| 6. | Pixbo Wallenstam IBK | 7  | 0 | 4 | 3  | 2 | 21 | 24 | –3  | 9  |
|    |                      |    |   |   |    |   |    |    |     |    |
| 7. | IBK Dalen            | 7  | 2 | 1 | 4  | 0 | 28 | 28 | +0  | 8  |
| 8. | Karlstad IBF         | 7  | 2 | 0 | 5  | 0 | 18 | 35 | –17 | 7  |

## Slutspel

### Kvartskval
- Endre IF – Karlstad IBF 13–7 (8–6, 5–1)
- Högdalens AIS – IBK Boden 7–6 (4–3, 3–3 str)

### Kvartsfinaler
- Iksu –  Endre IF 2–0 i matcher (3–2, 8–4)
- Hammarby IF – Balrog B/S IK 0–2 i matcher (2–4, 5–7)
- IBF Falun – Högdalens AIS 1–2 i matcher (6–7 sd, 4–3, 5–6 sd)
- Rönnby IBK – Pixbo Wallenstam IBK 0–2 i matcher (2–4, 1–3)

### Semifinaler
- Balrog B/S IK – Pixbo Wallenstam IBK 1–2 i matcher (5–4 sd, 4–5 sd, 0–2)
- Iksu – Högdalens AIS 2–0 i matcher (3–2, 3–2 sd)

### Final
- Stockholm, Globen (9 043 åskådare), 16 april 2005: Iksu – Pixbo Wallenstam IBK 3–2 sd

Iksu blev svenska mästare 2004/2005.